# Marko Grujić
Marko Grujić (serbisch-kyrillisch Марко Грујић; * 13. April 1996 in Belgrad, BR Jugoslawien) ist ein serbischer Fußballspieler. Er steht beim FC Porto unter Vertrag.

## Karriere

### Im Verein
Grujić stammt aus der Jugend von Roter Stern Belgrad. Er debütierte am 26. Mai 2013 – am letzten Spieltag der Saison 2012/13 – bei einer 0:3-Niederlage gegen den FK Vojvodina in der ersten Mannschaft in der SuperLiga. In der Saison 2013/14, in der Roter Stern Belgrad die Meisterschaft gewann, kam Grujić auf keinen Einsatz.
Von Mitte September bis Anfang November 2014 spielte Grujić auf Leihbasis beim FK Kolubara in der zweitklassigen Prva Liga. Dort kam er auf fünf Einsätze, in denen er zwei Tore erzielte. Anschließend kehrte Grujić zu seinem Stammverein zurück und wurde spätestens in der Saison 2015/16 zum Stammspieler.
Anfang Januar 2016 wurde Grujić vom FC Liverpool verpflichtet, spielte aber die Spielzeit auf Leihbasis bei Roter Stern Belgrad zu Ende. Sein Debüt für den FC Liverpool in der Premier League gab Grujić am 20. August 2016 gegen den FC Burnley, als er in der 78. Minute für Adam Lallana eingewechselt wurde.
Im Januar 2018 folgte eine sechsmonatige Ausleihe an Zweitligist Cardiff City.
Nach seiner Leihrückkehr aus Wales verlieh ihn der FC Liverpool erneut, diesmal zur Bundesligasaison 2018/19 an Hertha BSC.
Am 25. August 2018 bestritt er sein erstes Pflichtspiel für Hertha BSC, als er beim 1:0-Sieg über den 1. FC Nürnberg in der 88. Spielminute für Vedad Ibisevic eingewechselt wurde. Beim 2:0-Auswärtssieg gegen den FC Schalke 04 am 2. Spieltag stand er das erste Mal in der Startelf. Beim 1:0-Sieg über Eintracht Frankfurt am 8. Dezember 2018 erzielte er seinen ersten Bundesligatreffer.
Zur Saison 2019/20 wurde sein Leihvertrag in Berlin um ein weiteres Jahr verlängert. Der Serbe war unter drei verschiedenen Cheftrainern stets Stammspieler im zentralen Mittelfeld und verpasste lediglich einige Partien. Im Anschluss an die Bundesligasaison wird Grujić nach England zurückkehren.
Bei Liverpool kam er nur zwei Einsätzen im EFL Cup, weswegen er Anfang Oktober 2020 kurz vor dem Ende der Transferperiode bis zum Ende der Saison 2020/21 an den FC Porto ausgeliehen wurde.

### In der Nationalmannschaft
Grujić ist serbischer Juniorennationalspieler. Mit der U20-Auswahl wurde er im Juni 2015 Weltmeister.
Am 25. Mai 2016 folgte dann sein erster Einsatz in der A-Nationalmannschaft. Im Heimspiel gegen Zypern (2:1) in Užice wurde er in der 46. Minute für Nemanja Matic eingewechselt. 2018 nahm er mit Serbien an der Fußball-WM teil, kam jedoch zu keinem Einsatz. Serbien schied noch in der Vorrunde aus.

## Titel und Erfolge

### Im Verein
- Serbischer Meister: 2014 (ohne Einsatz)
- Aufstieg in die Premier League: 2018 mit dem walisischen Verein Cardiff City
- Portugiesischer Supercup: 2020

### In der Nationalmannschaft
- U20-Weltmeister: 2015